# JOVE
JOVE est un éditeur de texte de la famille Emacs. Son nom est un acronyme qui signifie en anglais « Jonathan's Own Version of Emacs » (littéralement, « La propre version d'Emacs de Jonathan»). C'est un logiciel libre distribué sous la licence GNU GPL.

## Histoire
JOVE fut développé sur un ordinateur PDP-11 en 1983 par Jonathan Payne, alors étudiant au LSRHS à Sudbury dans le Massachusetts, USA.
JOVE fut par la suite distribué sous plusieurs versions BSD.